# Biblioteca Pública Pembroke
La biblioteca Pública Pembroke es una biblioteca situada en Pembroke, Ontario, Canadá. El edificio fue diseñado por Francis Sullivan, un arquitecto contemporáneo de Frank Lloyd Wright. El edificio fue designado en virtud de  la parte 4 de la Ley de Patrimonio de Ontario en 1991.

## Historia
Es una biblioteca  Carnegie (un tipo de bibliotecas donadas por el filántropo Andrew Carnegie), que recibió una subvención de $ 14 000 dólares de la Fundación Carnegie, el 24 de diciembre de 1907.
Subhash Mehta era el bibliotecario jefe de la Biblioteca Pública Pembroke desde 1970 a 2002. La Sala de Lectura está dedicada a su memoria.